# Echochrome
Echochrome är titeln på ett spel utvecklat till Playstation Portable och Playstation 3. Echochrome går att ladda ner från Playstation Store. Spelet släpptes i Europa i juli 2008. Versionen till PSP går också att köpa på UMD-disk.